# Lasse Petry
Lasse Petry Andersen (Copenaghen, 19 settembre 1992) è un ex calciatore danese, di ruolo centrocampista.

## Statistiche

### Presenze e reti nei club
Statistiche aggiornate all'8 gennaio 2018.
| Stagione            | Squadra             | Campionato          | Campionato | Campionato | Coppe nazionali | Coppe nazionali | Coppe nazionali | Coppe europee | Coppe europee | Coppe europee | Altre coppe | Altre coppe | Altre coppe | Totale | Totale |
| Stagione            | Squadra             | Comp                | Pres       | Reti       | Comp            | Pres            | Reti            | Comp          | Pres          | Reti          | Comp        | Pres        | Reti        | Pres   | Reti   |
| ------------------- | ------------------- | ------------------- | ---------- | ---------- | --------------- | --------------- | --------------- | ------------- | ------------- | ------------- | ----------- | ----------- | ----------- | ------ | ------ |
| 2010-2011           | Nordsjælland        | SL                  | 0          | 0          | CD              | 1               | 0               | -             | -             | -             | -           | -           | -           | 1      | 0      |
| 2011-2012           | Nordsjælland        | SL                  | 6          | 0          | CD              | 0               | 0               | -             | -             | -             | -           | -           | -           | 6      | 0      |
| 2012-2013           | Nordsjælland        | SL                  | 17         | 1          | CD              | 2               | 0               | UCL           | 0             | 0             | -           | -           | -           | 19     | 1      |
| 2013-2014           | Nordsjælland        | SL                  | 28         | 1          | CD              | 5               | 0               | UCL+UEL       | 0+2           | 0             | -           | -           | -           | 35     | 1      |
| 2014-2015           | Nordsjælland        | SL                  | 13         | 0          | CD              | 0               | 0               | -             | -             | -             | -           | -           | -           | 13     | 0      |
| 2015-2016           | Nordsjælland        | SL                  | 15         | 0          | CD              | 0               | 0               | -             | -             | -             | -           | -           | -           | 15     | 0      |
| 2016-2017           | Nordsjælland        | SL                  | 4          | 0          | CD              | 0               | 0               | -             | -             | -             | -           | -           | -           | 4      | 0      |
| 2017-2018           | Nordsjælland        | SL                  | 3          | 0          | CD              | 1               | 0               | -             | -             | -             | -           | -           | -           | 4      | 0      |
| Totale Nordsjælland | Totale Nordsjælland | Totale Nordsjælland | 86         | 2          |                 | 9               | 0               |               | 2             | 0             |             | -           | -           | 97     | 2      |
| Totale carriera     | Totale carriera     | Totale carriera     | 86         | 2          |                 | 9               | 0               |               | 2             | 0             |             | -           | -           | 97     | 2      |

## Palmarès

### Club

#### Competizioni nazionali
- Coppa di Danimarca: 1

Nordsjælland: 2010-2011
- Campionato danese: 1

Nordsjælland: 2011-2012
- Campionato islandese: 1

Valur: 2020